# Підозрілий партнер
Підозрілий партнер (кор. 수상한 파트너) — південнокорейський телесеріал, що розповідає історію про Но Чі Ук, геніального прокурора, і юристку Ин Пон Хі, які намагаються зловити вбивцю, який може вбити їх. Серіал виходив щосереди та щочетверга на телеканалі SBS з 10 травня по 13 липня 2017. У головних ролях Чі Чхан Ук, Нам Чі Хьон, Чхве Тхе Джун та Квон На Ра.

## Сюжет
Прокурор Но Чі Ук, відомий свої виглядом, об'єктвним принняття рішень та найкращим рівнем звинувачувальних вироків, назначений на справу Ин Пон Хі, капризної стажерки, яка проходила тренування на прокурора. Її колишнього чоловіка, Чан Хі Джуна, знайшли в її домі, в тому її забрали як підозрювану у вбивстві. Через це вона стала відома для широкої публіки як національний вбивця. У той же час, батько загиблого Чан Хі Джуна та директор Офісу прокуратури, Чан Му Йон тисне на Чі Ук, щоб він висунув якомога жорсткіше покарання для Ин Пон Хі і фабрикує для цього докази. Проте під час судового засідання Чі Ук викриває, що це сфальсифіковані докази і лишається свого прокурорської посади. Через те, що він втратив мрію свого батька завдяки Пон Хі, Чі Ук віддаляється від неї в той час, як вона закохується в нього. Врешті-решт, він стає адвокатом та бере до своєї фірми Пон Хі, що стала вигнанкою після суду над неї. Тепер разом вони намагаються докопатися до суті, хто є справжнім вбивцею.

## Акторський склад

### Головні ролі
- Чі Чхан Ук як Но Чі Ук[2]
  - Сон Сан Йон як Но Чі Ук у дитинстві

Прокурор у Прокурорському офісі району Сонхо, якому прийшлося міняти професію на приватного адвоката через, те, що замість винесення обвинуваченого вироку по справі Пон Хі, він визнав її невинною. Чі Ук має травму з дитинства, яка виникла через подію пов'язану зі своїми батьками і його першим коханням. Тому, коли По Хі закохується в нього, він не одразу відповідає на її кохання. Чі Ук поступово розуміє свої почуття до неї і намагається знову завоювати її серце. Однак, він дізнається, що батько Пон Хі можливо є підпалювачем, який спричинив пожежу, в якій загинули його батьки, тому Чі Ук знову почав віддалятися від Пон Хі.
- Нам Чі Хьон як Ин Пон Хі[2]
  - Чхве Мьон Бін як Ин Пон Хі у дитинстві

Стажерка на посаду прокурора в офісі Чі Ука, пізніше вона стає адвокаткою. В дитинстві Пон Хі займалася тхеквондо. Одного дня, її звинувачують вбивстві її колишнього хлопця, бо його тіло знайшли в її будинку і вона немає алібі, через що Чан Му Йон хоче її посадити і звинувачує її в смерті свого сина. З часом Пон Хі закохується в Чі Ука, який захистив її від ув'язнення. Також вона разом з Чі Уком стає на шлях пошуку справжнього вбивці.  
- Чхве Тхе Джун як Чі Ин Хьок[2]
  - Квон Бін як Чі Ин Хьок у дитинстві

Адвокат із заплутаними сімейними відносинами, який мав достатньо жорстке дитинство. Він колись був найкращим другом Чі Ука, проте зараз Чі Ук зневажає його, тому Ин Хьок намагається всіма силами повернути його дружби з ним. Ин Хьок має романтичні почуття до Ю Джон і таким чином намагається полонити її серце. Крім того, він має дружні стосунки з Пон Хі, під час яких вони обмінюються інформацією та підтримують один одного в своїх романтичних починаннях зі свої ми партнерами.
- Квон На Ра як Чха Ю Джон[2]

Колишня дівчина Чі Чхан Ука та прокурорка, що намагається повернути його назад незважаючи ні на що. Вона також приймає романтичні почуття Ин Хьока, сплутавши їх з дружбою. Пізніше Ю Джон подружилася з Пон Хі і На Чі Хе.

### Другорядні ролі

#### Люди навколо Чі Ука
- Лі Ток Хва як Пьон Йон Хі[2]
- Нам Кі Е як Хон Пок Джа
- Чо Син Йон як Но Йон Сок
- Чан Хьок Джін як Пак Кє Джан

#### Люди Навколо Пьон Хі
- Юн Пок Ін як Пак Йон Сун
- Чхан Сон як Чан Хі Джун[2]

#### Люди в навчальному центрі
- Кім Є Вон як На Чі Хе
- Хо Чун Сок як Ю Хі Ґю
- Сім Ин У як Хон Чха Ин

#### Інші
- Кім Хон Пха як Чан Му Йон
- Тон Ха як Чон Хьон Су

## Оригінальні звукові доріжки

### Повний альбом
| Suspicious Partner (Original Television Soundtrack), Диск 1 | Suspicious Partner (Original Television Soundtrack), Диск 1 | Suspicious Partner (Original Television Soundtrack), Диск 1 | Suspicious Partner (Original Television Soundtrack), Диск 1 | Suspicious Partner (Original Television Soundtrack), Диск 1 | Suspicious Partner (Original Television Soundtrack), Диск 1 |
| #                                                           | Назва                                                       | Автор слів                                                  | Автор музики                                                | Виконавець                                                  | Тривалість                                                  |
| ----------------------------------------------------------- | ----------------------------------------------------------- | ----------------------------------------------------------- | ----------------------------------------------------------- | ----------------------------------------------------------- | ----------------------------------------------------------- |
| 1.                                                          | «Silly Love»                                                | Нам Хє Син, Пак Сан Хі, Jello Ann                           | Нам Хє Син, Пак Сан Хі                                      | Ю Ха Джон                                                   | 3:46                                                        |
| 2.                                                          | «너는 왜»                                                   | Нам Хє Син, Пак Сан Хі                                      | Нам Хє Син, Пак Сан Хі                                      | Seenroot                                                    | 3:31                                                        |
| 3.                                                          | «어떻게 말할까»                                             | Нам Хє Син, MIYO                                            | Нам Хє Син, MIYO                                            | O.WHEN                                                      | 4:23                                                        |
| 4.                                                          | «어떨까 넌»                                                 | Нам Хє Син, Пак Чін Хо                                      | 1601                                                        | Cheeze                                                      | 4:47                                                        |
| 5.                                                          | «눈맞춤 (Full Ver.)»                                        | Нам Хє Син, Пак Сан Хі                                      | Нам Хє Син, Пак Сан Хі                                      | Kim E-Z                                                     | 3:46                                                        |
| 6.                                                          | «똑같은 날»                                                 | Нам Хє Син, Пак Чін Хо                                      | Нам Хє Син, Пак Чін Хо                                      | Ra.D                                                        | 4:01                                                        |
| 7.                                                          | «숨쉬는 모든 날»                                            | Нам Хє Син, Пак Чін Хо                                      | Нам Хє Син, Пак Чін Хо                                      | Bumkey                                                      | 4:28                                                        |
| 8.                                                          | «정이 들어버렸어»                                           | Нам Хє Син, Пак Чін Хо                                      | Нам Хє Син, Пак Чін Хо                                      | Кіхьон (з Monsta X)                                         | 4:51                                                        |
| 9.                                                          | «그날의 기억»                                               | Нам Хє Син, Пак Сан Хі                                      | Нам Хє Син, Пак Сан Хі                                      | Кім Чон Ван (з Nell)                                        | 3:36                                                        |
| 10.                                                         | «네가 좋은 백 한가지 이유»                                  | Нам Хє Син, Пак Чін Хо                                      | Нам Хє Син, Пак Чін Хо                                      | Чі Чхан Ук                                                  | 3:42                                                        |
| 11.                                                         | «어떻게 말할까 (Acoustic Ver.)»                             | Нам Хє Син, MIYO                                            | Нам Хє Син, MIYO                                            | O.WHEN                                                      | 4:35                                                        |
| 12.                                                         | «눈맞춤 (Acoustic Ver.)»                                    | Нам Хє Син, Пак Сан Хі                                      | Нам Хє Син, Пак Сан Хі                                      | Kim E-Z                                                     | 3:30                                                        |
| 13.                                                         | «그날의 기억 (Acoustic Ver.)»                               | Нам Хє Син, Пак Сан Хі                                      | Нам Хє Син, Пак Сан Хі                                      | Кім Чон Ван (з Nell)                                        | 3:47                                                        |

| Suspicious Partner (Original Television Soundtrack), Диск 2 | Suspicious Partner (Original Television Soundtrack), Диск 2 | Suspicious Partner (Original Television Soundtrack), Диск 2 | Suspicious Partner (Original Television Soundtrack), Диск 2 | Suspicious Partner (Original Television Soundtrack), Диск 2 |
| #                                                           | Назва                                                       | Автор музики                                                | Виконавець                                                  | Тривалість                                                  |
| ----------------------------------------------------------- | ----------------------------------------------------------- | ----------------------------------------------------------- | ----------------------------------------------------------- | ----------------------------------------------------------- |
| 1.                                                          | «나무 그늘아래»                                             | Нам Хє Син, Пак Сан Хі                                      | Нам Хє Син, Пак Сан Хі                                      | 3:18                                                        |
| 2.                                                          | «더러운데 이뻐»                                             | Лі Со Йон                                                   | Лі Со Йон                                                   | 3:00                                                        |
| 3.                                                          | «지욱을 바라보는 봉희»                                      | Нам Хє Син, Чо Мі Ра                                        | Лі Со Йон                                                   | 2:48                                                        |
| 4.                                                          | «Memory of Past»                                            | Сін Мін Соп                                                 | Сін Мін Соп                                                 | 2:38                                                        |
| 5.                                                          | «네곁에 있어줄게»                                           | Нам Хє Син, Пак Сан Хі                                      | Нам Хє Син, Пак Сан Хі                                      | 1:38                                                        |
| 6.                                                          | «Home»                                                      | Нам Хє Син, Чо Мі Ра                                        | Нам Хє Син, Чо Мі Ра                                        | 1:41                                                        |
| 7.                                                          | «쓸쓸한 오후»                                               | Лі Со Йон                                                   | Лі Со Йон                                                   | 3:04                                                        |
| 8.                                                          | «한걸음 더 가까이»                                          | Нам Хє Син, Чо Мі Ра                                        | Нам Хє Син, Чо Мі Ра                                        | 2:42                                                        |
| 9.                                                          | «너의 어깨에 기대어»                                        | Нам Хє Син, Чо Мі Ра                                        | Нам Хє Син, Чо Мі Ра                                        | 2:57                                                        |
| 10.                                                         | «기억 저편에»                                               | Нам Хє Син, Чо Мі Ра                                        | Нам Хє Син, Чо Мі Ра                                        | 3:06                                                        |
| 11.                                                         | «A Ring of Suspicion»                                       | Чон Чон Хун                                                 | Чон Чон Хун                                                 | 2:05                                                        |
| 12.                                                         | «어떨까 넌 (Guitar Ver.)»                                   | 1601                                                        | Cheeze                                                      | 3:21                                                        |
| 13.                                                         | «Silly Love (Inst.)»                                        | Нам Хє Син, Пак Сан Хі                                      | Ю Ха Джон                                                   | 3:46                                                        |
| 14.                                                         | «너는 왜 (Inst.)»                                           | Нам Хє Син, Пак Сан Хі                                      | Seenroot                                                    | 3:31                                                        |
| 15.                                                         | «어떻게 말할까 (Inst.)»                                     | Нам Хє Син, MIYO                                            | O.WHEN                                                      | 4:23                                                        |
| 16.                                                         | «어떨까 넌 (Inst.)»                                         | 1601                                                        | Cheeze                                                      | 4:47                                                        |
| 17.                                                         | «눈맞춤 (Full Ver.) (Inst.)»                                | Нам Хє Син, Пак Сан Хі                                      | Kim E-Z                                                     | 3:46                                                        |
| 18.                                                         | «똑같은 날 (Inst.)»                                         | Нам Хє Син, Пак Чін Хо                                      | Ra.D                                                        | 4:01                                                        |
| 19.                                                         | «숨쉬는 모든 날 (Inst.)»                                    | Нам Хє Син, Пак Чін Хо                                      | Bumkey                                                      | 4:28                                                        |
| 20.                                                         | «정이 들어버렸어 (Inst.)»                                   | Нам Хє Син, Пак Чін Хо                                      | Кіхьон (з Monsta X)                                         | 4:51                                                        |
| 21.                                                         | «그날의 기억 (Inst.)»                                       | Нам Хє Син, Пак Сан Хі                                      | Кім Чон Ван (з Nell)                                        | 3:36                                                        |
| 22.                                                         | «네가 좋은 백 한가지 이유 (Inst.)»                          | Нам Хє Син, Пак Чін Хо                                      | Чі Чхан Ук                                                  | 3:42                                                        |

### Альбом частинами
| Suspicious Partner (Original Television Soundtrack), Part 1 | Suspicious Partner (Original Television Soundtrack), Part 1 | Suspicious Partner (Original Television Soundtrack), Part 1 | Suspicious Partner (Original Television Soundtrack), Part 1 | Suspicious Partner (Original Television Soundtrack), Part 1 | Suspicious Partner (Original Television Soundtrack), Part 1 |
| #                                                           | Назва                                                       | Автор слів                                                  | Автор музики                                                | Виконавець                                                  | Тривалість                                                  |
| ----------------------------------------------------------- | ----------------------------------------------------------- | ----------------------------------------------------------- | ----------------------------------------------------------- | ----------------------------------------------------------- | ----------------------------------------------------------- |
| 1.                                                          | «너는 왜»                                                   | Нам Хє Син, Пак Сан Хі                                      | Нам Хє Син, Пак Сан Хі                                      | Seenroot                                                    | 3:31                                                        |
| 2.                                                          | «너는 왜 (Inst.)»                                           |                                                             | Нам Хє Син, Пак Сан Хі                                      | Seenroot                                                    | 3:31                                                        |

| Suspicious Partner (Original Television Soundtrack), Part 2 | Suspicious Partner (Original Television Soundtrack), Part 2 | Suspicious Partner (Original Television Soundtrack), Part 2 | Suspicious Partner (Original Television Soundtrack), Part 2 | Suspicious Partner (Original Television Soundtrack), Part 2 | Suspicious Partner (Original Television Soundtrack), Part 2 |
| #                                                           | Назва                                                       | Автор слів                                                  | Автор музики                                                | Виконавець                                                  | Тривалість                                                  |
| ----------------------------------------------------------- | ----------------------------------------------------------- | ----------------------------------------------------------- | ----------------------------------------------------------- | ----------------------------------------------------------- | ----------------------------------------------------------- |
| 1.                                                          | «어떻게 말할까»                                             | Нам Хє Син, MIYO                                            | Нам Хє Син, MIYO                                            | O.WHEN                                                      | 4:23                                                        |
| 2.                                                          | «어떻게 말할까 (Inst.)»                                     |                                                             | Нам Хє Син, MIYO                                            | O.WHEN                                                      | 4:23                                                        |

| Suspicious Partner (Original Television Soundtrack), Part 3 | Suspicious Partner (Original Television Soundtrack), Part 3 | Suspicious Partner (Original Television Soundtrack), Part 3 | Suspicious Partner (Original Television Soundtrack), Part 3 | Suspicious Partner (Original Television Soundtrack), Part 3 | Suspicious Partner (Original Television Soundtrack), Part 3 |
| #                                                           | Назва                                                       | Автор слів                                                  | Автор музики                                                | Виконавець                                                  | Тривалість                                                  |
| ----------------------------------------------------------- | ----------------------------------------------------------- | ----------------------------------------------------------- | ----------------------------------------------------------- | ----------------------------------------------------------- | ----------------------------------------------------------- |
| 1.                                                          | «똑같은 날»                                                 | Нам Хє Син, Пак Чін Хо                                      | Нам Хє Син, Пак Чін Хо                                      | Ra.D                                                        | 4:01                                                        |
| 2.                                                          | «똑같은 날 (Inst.)»                                         |                                                             | Нам Хє Син, Пак Чін Хо                                      | Ra.D                                                        | 4:01                                                        |

| Suspicious Partner (Original Television Soundtrack), Part 4 | Suspicious Partner (Original Television Soundtrack), Part 4 | Suspicious Partner (Original Television Soundtrack), Part 4 | Suspicious Partner (Original Television Soundtrack), Part 4 | Suspicious Partner (Original Television Soundtrack), Part 4 | Suspicious Partner (Original Television Soundtrack), Part 4 |
| #                                                           | Назва                                                       | Автор слів                                                  | Автор музики                                                | Виконавець                                                  | Тривалість                                                  |
| ----------------------------------------------------------- | ----------------------------------------------------------- | ----------------------------------------------------------- | ----------------------------------------------------------- | ----------------------------------------------------------- | ----------------------------------------------------------- |
| 1.                                                          | «어떨까 넌»                                                 | Нам Хє Син, Пак Чін Хо                                      | 1601                                                        | Cheeze                                                      | 4:47                                                        |
| 2.                                                          | «어떨까 넌 (Inst.)»                                         |                                                             | 1601                                                        | Cheeze                                                      | 4:47                                                        |

| Suspicious Partner (Original Television Soundtrack), Part 5 | Suspicious Partner (Original Television Soundtrack), Part 5 | Suspicious Partner (Original Television Soundtrack), Part 5 | Suspicious Partner (Original Television Soundtrack), Part 5 | Suspicious Partner (Original Television Soundtrack), Part 5 | Suspicious Partner (Original Television Soundtrack), Part 5 |
| #                                                           | Назва                                                       | Автор слів                                                  | Автор музики                                                | Виконавець                                                  | Тривалість                                                  |
| ----------------------------------------------------------- | ----------------------------------------------------------- | ----------------------------------------------------------- | ----------------------------------------------------------- | ----------------------------------------------------------- | ----------------------------------------------------------- |
| 1.                                                          | «눈맞춤 (Acoustic Ver.)»                                    | Нам Хє Син, Пак Сан Хі                                      | Нам Хє Син, Пак Сан Хі                                      | Kim E-Z                                                     | 3:30                                                        |
| 2.                                                          | «눈맞춤 (Full Ver.)»                                        | Нам Хє Син, Пак Сан Хі                                      | Нам Хє Син, Пак Сан Хі                                      | Kim E-Z                                                     | 3:46                                                        |
| 3.                                                          | «눈맞춤 (Acoustic Ver.)»                                    |                                                             | Нам Хє Син, Пак Сан Хі                                      | Kim E-Z                                                     | 3:30                                                        |
| 4.                                                          | «눈맞춤 (Full Ver.) (Inst.)»                                |                                                             | Нам Хє Син, Пак Сан Хі                                      | Kim E-Z                                                     | 3:46                                                        |

| Suspicious Partner (Original Television Soundtrack), Part 6 | Suspicious Partner (Original Television Soundtrack), Part 6 | Suspicious Partner (Original Television Soundtrack), Part 6 | Suspicious Partner (Original Television Soundtrack), Part 6 | Suspicious Partner (Original Television Soundtrack), Part 6 | Suspicious Partner (Original Television Soundtrack), Part 6 |
| #                                                           | Назва                                                       | Автор слів                                                  | Автор музики                                                | Виконавець                                                  | Тривалість                                                  |
| ----------------------------------------------------------- | ----------------------------------------------------------- | ----------------------------------------------------------- | ----------------------------------------------------------- | ----------------------------------------------------------- | ----------------------------------------------------------- |
| 1.                                                          | «숨쉬는 모든 날»                                            | Нам Хє Син, Пак Чін Хо                                      | Нам Хє Син, Пак Чін Хо                                      | Bumkey                                                      | 4:28                                                        |
| 2.                                                          | «숨쉬는 모든 날 (Inst.)»                                    |                                                             | Нам Хє Син, Пак Чін Хо                                      | Bumkey                                                      | 4:28                                                        |

| Suspicious Partner (Original Television Soundtrack), Part 7 | Suspicious Partner (Original Television Soundtrack), Part 7 | Suspicious Partner (Original Television Soundtrack), Part 7 | Suspicious Partner (Original Television Soundtrack), Part 7 | Suspicious Partner (Original Television Soundtrack), Part 7 | Suspicious Partner (Original Television Soundtrack), Part 7 |
| #                                                           | Назва                                                       | Автор слів                                                  | Автор музики                                                | Виконавець                                                  | Тривалість                                                  |
| ----------------------------------------------------------- | ----------------------------------------------------------- | ----------------------------------------------------------- | ----------------------------------------------------------- | ----------------------------------------------------------- | ----------------------------------------------------------- |
| 1.                                                          | «정이 들어버렸어»                                           | Нам Хє Син, Пак Чін Хо                                      | Нам Хє Син, Пак Чін Хо                                      | Кіхьон (з Monsta X)                                         | 4:51                                                        |
| 2.                                                          | «정이 들어버렸어 (Inst.)»                                   |                                                             | Нам Хє Син, Пак Чін Хо                                      | Кіхьон (з Monsta X)                                         | 4:51                                                        |

| Suspicious Partner (Original Television Soundtrack), Part 8 | Suspicious Partner (Original Television Soundtrack), Part 8 | Suspicious Partner (Original Television Soundtrack), Part 8 | Suspicious Partner (Original Television Soundtrack), Part 8 | Suspicious Partner (Original Television Soundtrack), Part 8 | Suspicious Partner (Original Television Soundtrack), Part 8 |
| #                                                           | Назва                                                       | Автор слів                                                  | Автор музики                                                | Виконавець                                                  | Тривалість                                                  |
| ----------------------------------------------------------- | ----------------------------------------------------------- | ----------------------------------------------------------- | ----------------------------------------------------------- | ----------------------------------------------------------- | ----------------------------------------------------------- |
| 1.                                                          | «그날의 기억»                                               | Нам Хє Син, Пак Сан Хі                                      | Нам Хє Син, Пак Сан Хі                                      | Кім Чон Ван (з Nell)                                        | 3:36                                                        |
| 2.                                                          | «그날의 기억 (Inst.)»                                       |                                                             | Нам Хє Син, Пак Сан Хі                                      | Кім Чон Ван (з Nell)                                        | 3:36                                                        |

| Suspicious Partner (Original Television Soundtrack), Part 9 | Suspicious Partner (Original Television Soundtrack), Part 9 | Suspicious Partner (Original Television Soundtrack), Part 9 | Suspicious Partner (Original Television Soundtrack), Part 9 | Suspicious Partner (Original Television Soundtrack), Part 9 | Suspicious Partner (Original Television Soundtrack), Part 9 |
| #                                                           | Назва                                                       | Автор слів                                                  | Автор музики                                                | Виконавець                                                  | Тривалість                                                  |
| ----------------------------------------------------------- | ----------------------------------------------------------- | ----------------------------------------------------------- | ----------------------------------------------------------- | ----------------------------------------------------------- | ----------------------------------------------------------- |
| 1.                                                          | «Silly Love»                                                | Нам Хє Син, Пак Сан Хі, Jello Ann                           | Нам Хє Син, Пак Сан Хі                                      | Ю Ха Джон                                                   | 3:46                                                        |
| 2.                                                          | «Silly Love (Inst.)»                                        |                                                             | Нам Хє Син, Пак Сан Хі                                      | Ю Ха Джон                                                   | 3:46                                                        |

| Suspicious Partner (Original Television Soundtrack), Part 10 | Suspicious Partner (Original Television Soundtrack), Part 10 | Suspicious Partner (Original Television Soundtrack), Part 10 | Suspicious Partner (Original Television Soundtrack), Part 10 | Suspicious Partner (Original Television Soundtrack), Part 10 | Suspicious Partner (Original Television Soundtrack), Part 10 |
| #                                                            | Назва                                                        | Автор слів                                                   | Автор музики                                                 | Виконавець                                                   | Тривалість                                                   |
| ------------------------------------------------------------ | ------------------------------------------------------------ | ------------------------------------------------------------ | ------------------------------------------------------------ | ------------------------------------------------------------ | ------------------------------------------------------------ |
| 1.                                                           | «네가 좋은 백 한가지 이유»                                   | Нам Хє Син, Пак Чін Хо                                       | Нам Хє Син, Пак Чін Хо                                       | Чі Чхан Ук                                                   | 3:42                                                         |
| 2.                                                           | «네가 좋은 백 한가지 이유 (Inst.)»                           |                                                              | Нам Хє Син, Пак Чін Хо                                       | Чі Чхан Ук                                                   | 3:42                                                         |

## Рейтинги
Найнижчі рейтинги позначені синім кольором, а найвищі — червоним кольором.
| Серія            | Дата показу      | Назва серії                     | Середнє значення кількості переглядів | Середнє значення кількості переглядів | Середнє значення кількості переглядів | Середнє значення кількості переглядів |
| Серія            | Дата показу      | Назва серії                     | TNmS                                  | TNmS                                  | AGB Nielsen                           | AGB Nielsen                           |
| Серія            | Дата показу      | Назва серії                     | Загальнонаціональні                   | Сеул                                  | Загальнонаціональні                   | Сеул                                  |
| ---------------- | ---------------- | ------------------------------- | ------------------------------------- | ------------------------------------- | ------------------------------------- | ------------------------------------- |
| 1                | 10 травня 2017   | «Надія на майбутнє»             | 6,1 %                                 | 7,4 %                                 | 6,3 %                                 | 6,5 %                                 |
| 2                | 10 травня 2017   | «Надія на майбутнє»             | 6,8 %                                 | 8,2 %                                 | 6,8 %                                 | 6,9 %                                 |
| 3                | 11 травня 2017   | «Візьміть»                      | 6,3 %                                 | 7,0 %                                 | 6,1 %                                 | 5,8 %                                 |
| 4                | 11 травня 2017   | «Візьміть»                      | 7,0 %                                 | 7,9 %                                 | 7,2 %                                 | 7,7 %                                 |
| 5                | 17 травня 2017   | «Обмежувальний ордер»           | 6,9 %                                 | 8,5 %                                 | 6,6 %                                 | 6,8 %                                 |
| 6                | 17 травня 2017   | «Обмежувальний ордер»           | 7,4 %                                 | 8,2 %                                 | 8,0 %                                 | 8,5 %                                 |
| 7                | 18 травня 2017   | «Воз'єднання і воз'єднання»     | 6,0 %                                 | 6,6 %                                 | 6,8 %                                 | 6,9 %                                 |
| 8                | 18 травня 2017   | «Воз'єднання і воз'єднання»     | 6,0 %                                 | 6,4 %                                 | 7,4 %                                 | 7,8 %                                 |
| 9                | 24 травня 2017   | «Людяність стає заручником»     | 6,5 %                                 | 6,9 %                                 | 6,8 %                                 | 7,2 %                                 |
| 10               | 24 травня 2017   | «Людяність стає заручником»     | 7,4 %                                 | 8,2 %                                 | 8,3 %                                 | 8,7 %                                 |
| 11               | 25 травня 2017   | «Початок, що не розпочався»     | 6,1 %                                 | 6,8 %                                 | 7,1 %                                 | 7,9 %                                 |
| 12               | 25 травня 2017   | «Початок, що не розпочався»     | 6,5 %                                 | 6,6 %                                 | 7,8 %                                 | 8,5 %                                 |
| 13               | 31 травня 2017   | «Алібі»                         | 6,9 %                                 | 7,7 %                                 | 7,5 %                                 | 8,2 %                                 |
| 14               | 31 травня 2017   | «Алібі»                         | 7,9 %                                 | 9,0 %                                 | 9,3 %                                 | 10,0 %                                |
| 15               | 1 червня 2017    | «Гра у неправдиву правду»       | 7,2 %                                 | 8,3 %                                 | 8,4 %                                 | 8.6 %                                 |
| 16               | 1 червня 2017    | «Гра у неправдиву правду»       | 7,8 %                                 | 8.9 %                                 | 9,3 %                                 | 9,6 %                                 |
| 17               | 7 червня 2017    | «Початок Ин Бон Хі»             | 7,3 %                                 | 7,5 %                                 | 8,4 %                                 | 9,1 %                                 |
| 18               | 7 червня 2017    | «Початок Ин Бон Хі»             | 7,7 %                                 | 8,1 %                                 | 9.8 %                                 | 10.2 %                                |
| 19               | 8 червня 2017    | «Правда проти таємниці»         | 7,3 %                                 | 7,3 %                                 | 8,0 %                                 | 8,5 %                                 |
| 20               | 8 червня 2017    | «Правда проти таємниці»         | 8,3 %                                 | 8,4 %                                 | 9,6 %                                 | 10,2 %                                |
| 21               | 14 червня 2017   | «В цьому обмеженому світі»      | 7,0 %                                 | 8,2 %                                 | 7,7 %                                 | 8,3 %                                 |
| 22               | 14 червня 2017   | «В цьому обмеженому світі»      | 7,8 %                                 | 8,7 %                                 | 9,1 %                                 | 9,8 %                                 |
| 23               | 15 червня 2017   | «48 годин потому»               | 6,9 %                                 | 7,6 %                                 | 7,8 %                                 | 8.2 %                                 |
| 24               | 15 червня 2017   | «48 годин потому»               | 7,6 %                                 | 8,1 %                                 | 9,4 %                                 | 9,8 %                                 |
| 25               | 21 червня 2017   | «Пов'язанні причини»            | 6,6 %                                 | 6,7 %                                 | 9,0 %                                 | 10,3 %                                |
| 26               | 21 червня 2017   | «Пов'язанні причини»            | 7,8 %                                 | 8,5 %                                 | 10,5 %                                | 11,7 %                                |
| 27               | 22 червня 2017   | «Пам'ять про той день»          | 7,5 %                                 | 7,9 %                                 | 8,4 %                                 | 8,8 %                                 |
| 28               | 22 червня 2017   | «Пам'ять про той день»          | 8,0 %                                 | 8,1 %                                 | 9,7 %                                 | 10,4 %                                |
| 29               | 28 червня 2017   | «Відтермінування»               | 6,1 %                                 | 7,9 %                                 | 6,7 %                                 | 7,2 %                                 |
| 30               | 28 червня 2017   | «Відтермінування»               | 6,7 %                                 | 8,0 %                                 | 8,6 %                                 | 9,5 %                                 |
| 31               | 29 червня 2017   | «Відкриття спогаду»             | 6,3 %                                 | 7,3 %                                 | 7,7 %                                 | 8,4 %                                 |
| 32               | 29 червня 2017   | «Відкриття спогаду»             | 6,8 %                                 | 7,8 %                                 | 8,6 %                                 | 9,1 %                                 |
| 33               | 5 липня 2017     | «Прощупування ґрунту»           | 6,9 %                                 | 7,5 %                                 | 7,2 %                                 | 7,8 %                                 |
| 34               | 5 липня 2017     | «Прощупування ґрунту»           | 7,2 %                                 | 7,4 %                                 | 9,2 %                                 | 9,8 %                                 |
| 35               | 6 липня 2017     | «Повернення»                    | 7,3 %                                 | 8,8 %                                 | 8,0 %                                 | 8,5 %                                 |
| 36               | 6 липня 2017     | «Повернення»                    | 7,9 %                                 | 9,4 %                                 | 9,2 %                                 | 9,9 %                                 |
| 37               | 12 липня 2017    | «У суді»                        | 6,9 %                                 | 7,7 %                                 | 7,2 %                                 | 7,4 %                                 |
| 38               | 12 липня 2017    | «У суді»                        | 8,0 %                                 | 8,7 %                                 | 9,2 %                                 | 9,4 %                                 |
| 39               | 13 липня 2017    | «Повернення до щоденного життя» | 8,6 %                                 | 9,5 %                                 | 8,5 %                                 | 9,0 %                                 |
| 40               | 13 липня 2017    | «Повернення до щоденного життя» | 8,7 %                                 | 8,9 %                                 | 9.5 %                                 | 10,2 %                                |
| Середнє значення | Середнє значення | Середнє значення                | 7,2 %                                 | 7,9 %                                 | 8,2 %                                 | 8,7 %                                 |

## Нагороди та номінації
| Рік  | Нагорода           | Категорія                                                              | Отримувач                 | Результат | Примітки |
| ---- | ------------------ | ---------------------------------------------------------------------- | ------------------------- | --------- | -------- |
| 2017 | Korea Drama Awards | Нагорода за майстерність, акторка (серіал)                             | Нам Чі Хьон               | Номінація |          |
| 2017 | Премія SBS драма   | Нагорода за майстерність, Краща акторка середо-четвергової драми       | Нам Чі Хьон               | Перемога  | [ 27 ]   |
| 2017 | Премія SBS драма   | Нагорода за високу майстерність, Кращий актор середо-четвергової драми | Чі Чхан Ук                | Номінація |          |
| 2017 | Премія SBS драма   | Нагорода за майстерність, Кращий актор середо-четвергової драми        | Чхве Тхе Джун             | Номінація |          |
| 2017 | Премія SBS драма   | Краща нова акторка                                                     | Квон На Ра                | Номінація |          |
| 2017 | Премія SBS драма   | Краща акторка другого плану                                            | Кім Є Вон                 | Номінація |          |
| 2017 | Премія SBS драма   | Краща пара                                                             | Чі Чхан Ук та Нам Чі Хьон | Номінація |          |